# Condoléances

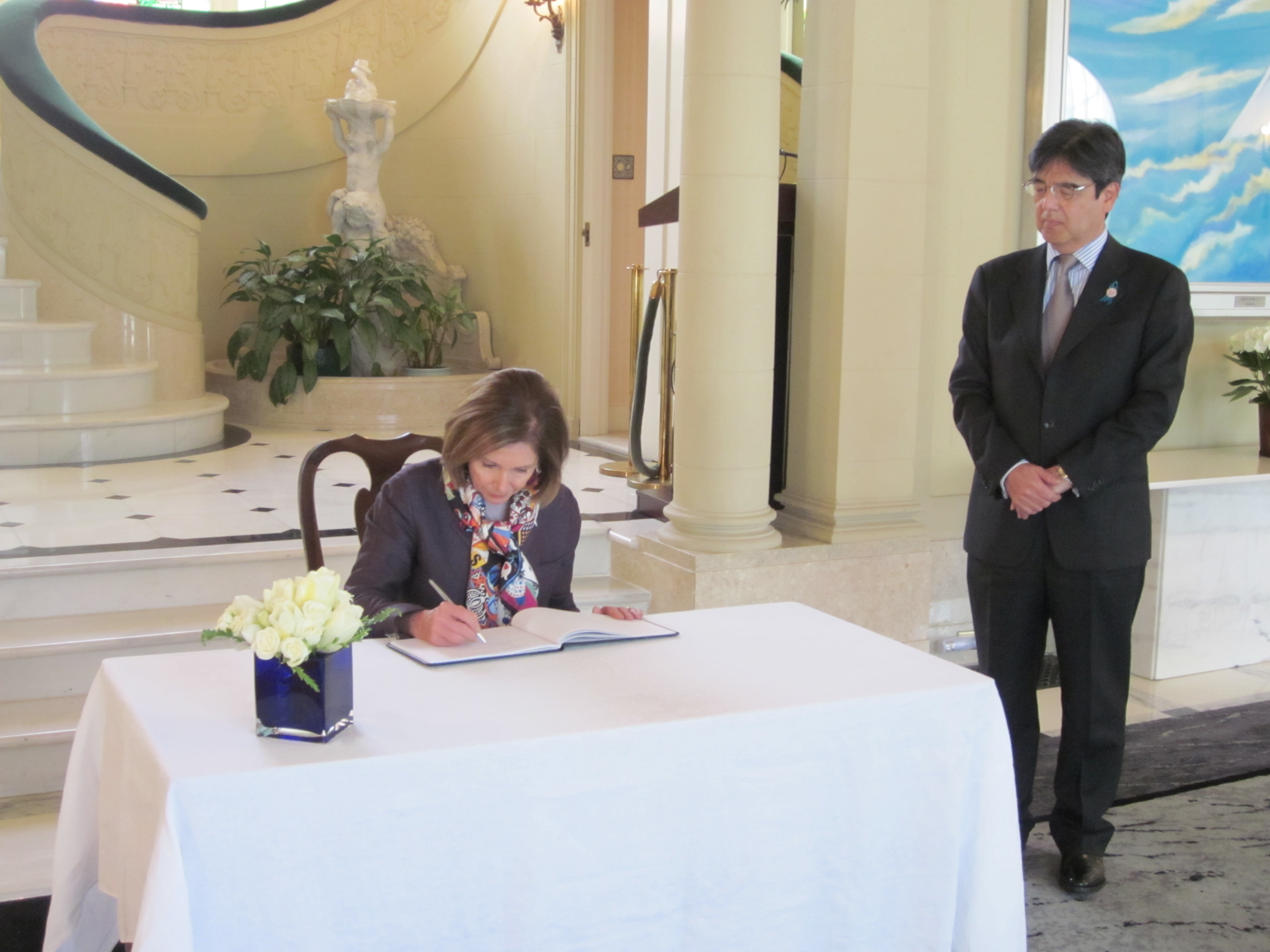
Signature d'un livre de condoléances.

Les condoléances sont une expression d'empathie à l'égard d'un individu souffrant de la mort d'un être cher. On « présente » alors ses condoléances. Le dictionnaire Larousse définit les condoléances comme « une participation à la douleur d'autrui, en particulier à l'occasion d'un deuil. »
Dans les pays anglo-saxons, elles peuvent être exprimées à l'égard des individus souffrant d'une profonde angoisse ou d'une période de malheur. 

## Description
Lorsqu'un individu présente ses condoléances à un autre, il apporte un soutien actif empathique et conscient à cette personne. On l'exprime souvent en disant « Désolé ». Souvent, l'expression « mes condoléances » s'inscrit dans un contexte, par exemple celui de l'être cher d'un ami, dans lequel la personne qui présente ses condoléances communique des sentiments d'empathie à cet ami.
Les condoléances ne sont pas toujours exprimées dans le cadre d'un chagrin ou d'une plainte, car elles peuvent également être utilisées pour reconnaître un sentiment commun ou même une opinion commune. Il existe plusieurs façons d'exprimer ses condoléances aux victimes. On peut par exemple faire un don d'argent à l'association caritative désignée par la personne décédée, écrire dans un livre de condoléances ou soutenir les amis et la famille de l'être cher en leur préparant des repas et en s'occupant d'eux de diverses manières en cas de besoin.
Dans la vie publique et politique, il n'est pas rare que des titulaires de fonctions ou de dignités adressent des lettres de condoléances aux survivants.
L'auteure Clarisse Juranville a publié en 1879 l'ouvrage Savoir-faire et savoir-vivre dans les diverses circonstances de la vie, dans lequel elle décrit notamment la bonne manière de « présenter ses condoléances » définissant ainsi 4 points : la visite à la famille, le convoi funéraire, l’envoi de fleurs et la lettre de soutien.
Une étude réalisée en 2020 montre que les mots de condoléances spécifiques prononcés par les médecins à l'égard de survivants en deuil peuvent jouer un rôle dans la manière dont ces survivants s'en sortent en termes de santé mentale.